# گاتهام سیتی

نمایی از گاتهام سیتی در بتمن آغاز می‌کند

گاتهام سیتی (به انگلیسی: Gotham City) (تلفظ: ‎/ˈɡɒθəm/‎) یک شهر خیالی در آمریکا است که در کامیک‌های دی‌سی کامیکس که معروف‌ترین آن بتمن است حضور دارد. اولین بار در بتمن شماره ۴ (زمستان ۱۹۴۰) به وجود آمد. اتمسفر، تاریخچه، مکان و سبک‌های مختلف معماری این شهر به شدت به نیویورک سیتی شباهت دارد (اولین بار نام مستعار «گاتهام» توسط واشینگتن اروینگ در یکی از شماره‌های نشریه دوره‌ای طنز سالماگاندی که در ۱۱ نوامبر ۱۸۰۷ منتشر شد به نیویورک سیتی داده شد). اما از المان‌های شهرهای دیگری مانند دیترویت، پیتسبورگ و شیکاگو نیز بهره برده‌است. از مکان‌های معروف این شهر می‌توان به تیمارستان آرکهام، شرکت وین، عمارت وین و زندان بلک‌گیت اشاره کرد.